# Campeonato Sudamericano de Voleibol Masculino de 2009
El Campeonato Sudamericano Masculino de Voleibol de 2009 fue la 28a edición del torneo, organizado por la Confederación Sudamericana de Voleibol (CSV). Se llevó a cabo en el Coliseo El Salitre de Bogotá, Colombia, del 14 al 21 de agosto de 2009. El campeón del evento clasificó a la Copa de Grandes Campeones que se llevará a cabo en el mes de noviembre en Japón.

## Equipos participantes
- Argentina
- Brasil
- Chile
- Colombia
- Perú
- Uruguay
- Venezuela

## Grupo único
| Pos | Equipo    | PJ | PG | PP | PF  | PC  | PTS |
| --- | --------- | -- | -- | -- | --- | --- | --- |
| 1.  | Brasil    | 6  | 6  | 0  | 478 | 374 | 18  |
| 2.  | Argentina | 6  | 5  | 1  | 479 | 417 | 15  |
| 3.  | Venezuela | 6  | 4  | 2  | 481 | 413 | 12  |
| 4.  | Colombia  | 6  | 3  | 3  | 398 | 393 | 9   |
| 5.  | Chile     | 6  | 2  | 4  | 365 | 413 | 6   |
| 6.  | Perú      | 6  | 1  | 5  | 359 | 478 | 2   |
| 7.  | Uruguay   | 6  | 0  | 6  | 367 | 487 | 1   |

- Resultados

| Fecha | Hora¹ | Partido   | Partido | Partido   | Resultado                            |
| ----- | ----- | --------- | ------- | --------- | ------------------------------------ |
| 15.08 | 15:00 | Argentina | 3-0     | Perú      | (25/14, 25/20 y 25/16)               |
| 15.08 | 17:00 | Venezuela | 3-0     | Uruguay   | (25/21, 25/18 y 25/19)               |
| 15.08 | 19:00 | Chile     | 0-3     | Colombia  | (23/25, 21/25 y 18/25)               |
| 16.08 | 15:00 | Brasil    | 3-0     | Perú      | (25/15, 25/14 y 25/10)               |
| 16.08 | 17:00 | Argentina | 3-0     | Uruguay   | (25/16, 25/17 y 25/18)               |
| 16.08 | 19:00 | Venezuela | 3-0     | Colombia  | (25/23, 27/25 y 25/19)               |
| 17.08 | 15:00 | Venezuela | 3-0     | Chile     | (25/9, 25/19 y 25/19)                |
| 17.08 | 17:00 | Brasil    | 3-0     | Uruguay   | (25/17, 25/19 y 25/15)               |
| 17.08 | 19:00 | Colombia  | 0-3     | Argentina | (22/25, 22/25 y 24/26)               |
| 18.08 | 15:00 | Uruguay   | 2-3     | Perú      | (19/25, 25/21, 19/25, 28/26, 12/15)  |
| 18.08 | 17:00 | Argentina | 3-0     | Chile     | (25/18, 25/23 y 25/13)               |
| 18.08 | 19:00 | Colombia  | 0-3     | Brasil    | (23/25, 21/25 y 19/25)               |
| 19.08 | 15:00 | Brasil    | 3-0     | Chile     | (25-8, 25-22 y 25-22)                |
| 19.08 | 17:00 | Argentina | 3-1     | Venezuela | (25-20, 20-25, 25-21 y 27-25)        |
| 19.08 | 19:00 | Colombia  | 3-0     | Perú      | (25-18, 25-20 y 25-15)               |
| 20.08 | 15:00 | Chile     | 3-0     | Perú      | (25/19, 25/21 y 25/19)               |
| 20.08 | 17:00 | Brasil    | 3-1     | Venezuela | (25/23, 25/18, 23/25 y 23/25, 25/22) |
| 20.08 | 19:00 | Colombia  | 3-0     | Uruguay   | (25/16, 25/20 y 25/14)               |
| 21.08 | 15:00 | Uruguay   | 0-3     | Chile     | (18/25, 20/25 y 16/25)               |
| 21.08 | 17:00 | Venezuela | 3-0     | Perú      | (25/16, 25/17 y 25/13)               |
| 21.08 | 19:00 | Brasil    | 3-1     | Argentina | (28/30, 25/17, 25/19 y 25/15)        |

- (¹) - Hora local de Bogotá (UTC-5)

## Campeón
| Brasil            |
| Campeón           |
| Brasil 27° título |

## Posiciones finales
| Pos | Equipo    |
| --- | --------- |
|     | Brasil    |
|     | Argentina |
|     | Venezuela |
| 4   | Colombia  |
| 5   | Chile     |
| 6   | Perú      |
| 7   | Uruguay   |

## Clasificados alMundial de Voleibol de 2009
| Bandera de Brasil | Bandera de Argentina |
| Brasil            | Argentina            |